# Mickey Rottner
Marvin Rottner, detto Mickey (Chicago, 23 marzo 1919 – Chicago, 21 settembre 2011), è stato un cestista statunitense, professionista nella NBL e nella BAA.

## Palmarès
- All Tournament First Team WPBT (1944)